# Kočevje
Kočevje (în germană Gottschee) este un oraș din comuna Kočevje, Slovenia, cu o populație de 9.027 de locuitori.

## Monumente
- Biserica neoromanică realizată după planurile arhitectului Friedrich von Schmidt